# Stylaster gemmascens
Stylaster gemmascens är en nässeldjursart som först beskrevs av Eugen Johann Christoph Esper 1794.  Stylaster gemmascens ingår i släktet Stylaster och familjen Stylasteridae. Arten har ej påträffats i Sverige. Inga underarter finns listade i Catalogue of Life.